# I Missed Again
I Missed Again ist ein Rocksong von Phil Collins aus dem Jahr 1981, der auf dem Album Face Value erschien.
Das Lied, wie auch einige andere Lieder aus dem Album Face Value, handelt von der Wut und Frustration wegen seiner ersten Ehefrau, die ihn zuvor verlassen hatte. Die erste Demoaufnahme des Liedes trug noch den Titel I Miss You, Babe, und der Text hatte eine düstere Grundstimmung. Um es anstelle dessen eher witzig erscheinen zu lassen, schrieb Collins den Text neu, spielte das Stück in anderem Tempo und änderte den Titel in I Missed Again.
In den USA erreichte das Lied im Mai 1981 den Platz 19 der Billboard-Charts und in Großbritannien Platz 14 der Singlecharts. In Deutschland erreichte es Platz 23 der Singlecharts.
Im zugehörigen Musikvideo singt Collins das Lied vor weißem Hintergrund und ahmt dabei Musikinstrumente nach.